# 延平公墓史前遺址
延平公墓遺址（亦為東埔蚋遺址）位於南投縣延平國民小學校區與沙東宮東側丘陵台地，現址為竹山鎮第十三公墓及竹山鎮公共造產示範公墓用地，行政轄區為南投縣竹山鎮延平里。屬於新石器時代中期，年代約距今4,200-3,300年前的一處史前聚落。地理區為竹山丘陵台地河階，相關水系為東埔蚋溪，海拔高度約為170-190公尺；依據地表調查記錄顯示，聚落主要分佈在該河階面及河階西側緩坡面。本址現況因墓葬行為及鎮公所公共造產建設(示範公墓及納骨塔等)，並有投151公路切過遺址中央，已遭嚴重破壞，保存狀況極為不佳。

## 命名建議
本址所在的位置，實際上涵括兩個聚落地名，北端的東埔蚋聚落，及南端的牛埔頭仔聚落。由於本址目前主要範圍涵括在竹山鎮第十三公墓用地(簡稱為延平公墓)內；因故，依據遺址命名(從近從小地名)原則，建議應捨棄東埔蚋遺址一名，更名為延平公墓遺址。

## 文化內涵
出土陶器有紅褐色夾砂陶、黑色陶、黑色陶環、帶繩紋陶、陶紡輪等；出土石器有蛇紋岩質石(玉)錛、橄欖石玄武岩質石器、凝灰質砂岩質石器、石錘等。雖未發現石棺遺跡，但因有出土橄欖石玄武岩質石器，本址暫時歸屬於牛稠仔文化相。

## 研究簡史
1. 1902年10月30日以前森丑之助(日籍人類學者)調查發現[7]。
2. 1993年台閩地區考古遺址普查研究計畫第一期研究報告記錄[8]。
3. 2002年9月(?)陳聖明於竹山鎮公共造產計畫下示範公墓施工現場採集到帶繩紋陶腹片、橄欖石玄武岩質石器等出土遺物，但未見石板棺遺跡。
4. 2003年12月24日內政部委託中央研究院史語所接受內政部委託進行南投縣考古遺址普查計劃，重勘本址(遺址代號為0804-TPJ)，並評鑑列為一般性遺址[9]。

## 資料來源
1. ↑  南投縣延平國民小學全球資訊網(新網站) 的存檔，存档日期2013-12-16.
2. ↑  .   [2015-11-04]. （原始内容存档于2016-03-07）.
3. ↑  .   [2013-12-16]. （原始内容存档于2013-12-14）.
4. ↑  本址北端的檳榔園地表及坡地被切出的斷面上，採集到遺物；延平國小的新建網球場靠近台地面也曾出土石器；以及南端的自來水廠集水塔附近一帶也出土陶片。
5. ↑  .   [2013-12-16]. （原始内容存档于2017-04-18）.
6. ↑  .   [2015-11-04]. （原始内容存档于2021-06-25）.
7. ↑  森丑之助 1902 <台灣に於ける石器時代遺跡に就て> 《東京人類學雜誌》 18(201):89-95。
8. ↑  黃士強、臧振華、陳仲玉、劉益昌 1993 《台閩地區考古遺址研究計畫第一期研究報告》 中國民族學會專案研究叢刊(二)，內政部委託中國民族學會執行之研究報告。
9. ↑  劉益昌、陳仲玉、郭素秋、鄭安睎、吳美珍、鍾國風、張彥祥、林三吉、簡史朗 2004 《臺閩地區考古遺址普查研究計畫(第七期)：南投縣》 內政部委託中央研究院歷史語言研究所之研究報告。